# Elecciones regionales de Cundinamarca de 2023
Las elecciones departamentales de Cundinamarca de 2023 se llevaron a cabo el domingo 29 de octubre de 2023 en el departamento de Cundinamarca, donde serán elegidos los siguientes cargos que tomarán posesión el 1 de enero de 2024 para un período de cuatro años:
- Gobernador de Cundinamarca
- Los 16 miembros de la Asamblea Departamental de Cundinamarca.

Además, a nivel local se eligen:
- Alcaldes y concejales municipales para cada uno de los 116 municipios del departamento.
- Junta Administradora Local para las comunas y corregimientos de Fusagasugá, Girardot y Soacha representados a través de ediles.

## Legislación
Según la Constitución de Colombia, pueden ejercer su derecho a sufragio los ciudadanos mayores 18 años de edad que no hagan parte de la Fuerza Pública, no estén en un proceso de interdicción, y que no hayan sido condenados. Las personas que se encuentran en centros de reclusión, tales como cárceles o reformatorios, podrán votar en los establecimientos que determine la Registraduría Nacional. La inscripción en el registro civil no es automática, el ciudadano debe dirigirse a la sede regional de la Registraduría para inscribir su identificación personal en un puesto de votación.
La Ley 136 de 1994 establece que para ser elegido gobernador se requiere ser ciudadano colombiano en ejercicio y haber nacido o ser residente del respectivo departamento durante un año anterior a la fecha de inscripción o durante un período mínimo de tres años consecutivos en cualquier época. El gobernador se elige por mayoría simple, sin tener en cuenta la diferencia de votos con relación a quien obtenga el segundo lugar. 
Está prohibido para los funcionarios públicos del departamento y de los municipios difundir propaganda electoral a favor o en contra de cualquier partido, agrupación o movimiento político, a través de publicaciones, estaciones de televisión y de radio o imprenta pública, según la Constitución y la Ley Estatutaria de Garantías Electorales. También les está expresamente prohibido acosar, presionar, o determinar, en cualquier forma, a subalternos para que respalden alguna causa, campaña o controversia política.
Los organismos encargados de velar administrativamente por el evento son la Registraduría Nacional del Estado Civil y el Consejo Nacional Electoral.

### Voto en blanco
De acuerdo con la sentencia C-490 de 2011 de la Corte Constitucional de Colombia, que declaró la exequibilidad de la Ley 1475 (Reforma Política), el voto en blanco es «una expresión política de disentimiento, abstención o inconformidad, con efectos políticos» y agrega que «el voto en blanco constituye una valiosa expresión del disenso a través del cual se promueve la protección de la libertad del elector. Como consecuencia de este reconocimiento la Constitución le adscribe una incidencia decisiva en procesos electorales orientados a proveer cargos unipersonales y de corporaciones públicas de elección popular».

De acuerdo con el artículo 9 del Acto Legislativo 01 de 2009, en caso de victoria del voto en blanco, 
"Deberá repetirse por una sola vez la votación para elegir miembros de una corporación pública, gobernador, alcalde o la primera vuelta en las elecciones presidenciales, cuando el total de los votos válidos, los votos en blanco constituyan la mayoría. Tratándose de elecciones unipersonales no podrán presentarse los mismos candidatos, mientras que en las corporaciones públicas no se podrán presentar a las nuevas elecciones las listas que no hayan alcanzado el umbral". 
Según lo anterior, si en la repetición de las votaciones llegara a ganar nuevamente el voto en blanco, quedaría como ganador el candidato que alcanzó la mayoría de votos válidos en el certamen electoral. Por lo cual, se elegirá el segundo puesto en votos. La Corte Constitucional, en sentencia C-490 de 2011 declaró inexequible la norma de la Reforma Política que ordenaba repetir elecciones «cuando el voto en blanco obtenga más votos que el candidato o lista que haya sacado la mayor votación» y en consecuencia la mayoría necesaria para repetir la elección es mayoría absoluta, es decir el 50% más 1 de los votos válidos, y no mayoría simple.

## Candidaturas
- Jorge Emilio Rey: candidato que nomina su nombre para ser elegido por segunda vez como gobernador departamental en la coalición Caminando, Escuchando, Gobernando, liderado por el partido  Colombia Renaciente.[3]
- Nancy Patricia Gutiérrez: candidata que se postula por segunda vez al cargo departamental avalada por el Centro Democrático y coavalada por Movimiento de Salvación Nacional.[4]
- Ricardo López Arévalo: candidato representante por Liga de Gobernantes Anticorrupción.[5]
- Orlando Salcedo Moya: candidato inscrito por Fuerza Ciudadana.[6]
- Alfredo Molina: candidato por el partido En Marcha.
- Yeilor Rafael Espinel: segunda aspiración de este candidato, esta vez representando a Dignidad y Compromiso.
- Yorli Liliana García: candidata representando a Pacto Histórico.[7]
- Jorge Hernando Lozano: candidato representando por Verde Oxígeno.[8]

## Encuestas
A continuación, las encuestas hechas por las diferentes firmas encuestadoras desde la inscripción de los candidatos oficiales a la Gobernación de Cundinamarca, se resaltan las  candidaturas con mayor porcentaje de votación:
| Fecha      | Encuestador | Candidato | Candidato | Candidato | Candidato | Candidato | Candidato | Candidato | Candidato | Candidato      | Candidato           | Candidato | Estadísticas    | Estadísticas  |
| Fecha      | Encuestador | López     | Gutiérrez | Salcedo   | Molina    | Espinel   | García    | Rey       | Lozano    | Voto en Blanco | Ninguno / Indecisos | NS/NR     | Margen de error | Fuente        |
| ---------- | ----------- | --------- | --------- | --------- | --------- | --------- | --------- | --------- | --------- | -------------- | ------------------- | --------- | --------------- | ------------- |
| Fecha      | Encuestador |           |           |           |           |           |           |           |           |                | Ninguno / Indecisos | NS/NR     | Margen de error | Fuente        |
| 11/09/2023 | W.W.A S.A.S | 1,4%      | 9,2%      | 3,9%      | 1,1%      | 0,3%      | 4,5%      | 46,1%'    | 2,1%      | 12,6%          | 18,7%               | no indica | 2,6%            | El Espectador |

## Asamblea Departamental
|  | 13.10 % |

|  | 12.38 % |

|  | 10.14 % |

|  | 9.69 % |

|  | 9.52 % |

|  | 6.16 % |

|  | 6.13 % |

|  | 5.93 % |

|  | 3.06 % |

|  | 0.72 % |

|  | 0.66 % |

|  | 0.62 % |

|  | 0.45 % |

|  | 0.38 % |

|  | 21 % |

|  | 4.83 % |

|  | 9.13 % |

     – Partidos que no superaron el umbral.

### Diputados Electos
| Diputado Electo               | Partido                                           | Votos   |
| ----------------------------- | ------------------------------------------------- | ------- |
| José Nicolás Gómez Medina     | Partido Cambio Radical                            | 45.712  |
| Luis Aroldo Ulloa Linares     | Partido Cambio Radical                            | 28.016  |
| Jorge Humberto Garces         | Partido Cambio Radical                            | 25.986  |
| Campo Alexander Prieto        | Partido Liberal Colombiano - MAIS                 | 33.197  |
| Hermes Villamil Morales       | Partido Liberal Colombiano - MAIS                 | 24.156  |
| José Ricardo Porras Gómez     | Partido Liberal Colombiano - MAIS                 | 21.046  |
| Juan Gabriel Ayala Cárdenas   | Demócrata - Colombia Justa Libres                 | 23.248  |
| Arnulfo Andrés Arias Quintero | Demócrata - Colombia Justa Libres                 | 21.796  |
| Helio Rafael Tamayo Tamayo    | Partido Conservador Colombiano                    | 43.582  |
| Constanza Ramos Campos        | Partido Conservador Colombiano                    | 30.649  |
| Elica Milena Almansa Varela   | Coalición Partido de la U - MIRA                  | 32.330  |
| Juan Carlos Coy Carrasco      | Coalición Partido de la U - MIRA                  | 23.899  |
| María Angélica Gómez López    | Alianza Verde                                     | 17.338  |
| Ivonnet Tapia Gómez           | Alianza Verde                                     | 72.451  |
| Sergio Hernan Garzón Gil      | Coalición Centro Democrático - Salvación Nacional | 17.420  |
| Nancy Gutiérrez               | Coalición Centro Democrático - Salvación Nacional | [ n 1 ] |

## Resultados
Estos son los votos más relevantes en los que los candidatos a gobernador influyeron en los 116 municipios y las 16 provincias
| Provincia                      | Municipio                  | Rey    | Rey   | Gutiérrez | Gutiérrez | En blanco | En blanco | Nulos | Nulos | No marcados | No marcados |
| Provincia                      | Municipio                  | Votos  | %     | Votos     | %         | Votos     | %         | Votos | %     | Votos       | %           |
| ------------------------------ | -------------------------- | ------ | ----- | --------- | --------- | --------- | --------- | ----- | ----- | ----------- | ----------- |
| Almeidas                       | Chocontá                   | 7086   | 69,19 | 760       | 7,42      | 1073      | 10,47     | 278   | 2,43  | 890         | 7,8         |
| Almeidas                       | Machetá                    | 3451   | 80,31 | 285       | 6,63      | 229       | 5,32      | 35    | 0,7   | 645         | 12,95       |
| Almeidas                       | Manta                      | 2218   | 75,54 | 420       | 14,3      | 79        | 2,69      | 14    | 0,45  | 105         | 3,43        |
| Almeidas                       | Sesquilé                   | 3351   | 58,2  | 640       | 10,49     | 820       | 13,44     | 233   | 3,44  | 424         | 6,27        |
| Almeidas                       | Suesca                     | 5255   | 68,8  | 344       | 4,5       | 867       | 11,35     | 295   | 3,51  | 471         | 5,6         |
| Almeidas                       | Tibirita                   | 1684   | 82,38 | 99        | 4,84      | 79        | 3,86      | 17    | 0,77  | 144         | 6,53        |
| Almeidas                       | Villapinzón                | 7757   | 77,19 | 590       | 5,87      | 804       | 8         | 121   | 1,14  | 421         | 3,97        |
| Almeidas                       | Total Almeidas             | 30802  | 73,09 | 3138      | 7,72      | 3951      | 7,88      | 993   | 1,78  | 3100        | 6,65        |
| Alto Magdalena                 | Agua de Dios               | 5033   | 77,81 | 640       | 9,89      | 245       | 3,78      | 71    | 1,03  | 345         | 5,01        |
| Alto Magdalena                 | Girardot                   | 27050  | 54,18 | 10166     | 20,36     | 6112      | 12,24     | 1728  | 3,13  | 3449        | 6,25        |
| Alto Magdalena                 | Guataquí                   | 1699   | 84,44 | 96        | 4,77      | 61        | 3,03      | 9     | 0,4   | 193         | 8,71        |
| Alto Magdalena                 | Jerusalén                  | 1710   | 85,07 | 123       | 6,11      | 58        | 2,88      | 14    | 0,63  | 173         | 7,87        |
| Alto Magdalena                 | Nariño                     | 1356   | 71,51 | 199       | 10,49     | 164       | 8,64      | 25    | 1,08  | 378         | 16,44       |
| Alto Magdalena                 | Nilo                       | 3170   | 81,24 | 321       | 8,22      | 175       | 4,48      | 27    | 0,64  | 274         | 6,51        |
| Alto Magdalena                 | Ricaurte                   | 4546   | 64,24 | 1281      | 18,1      | 634       | 8,95      | 117   | 1,47  | 733         | 9,24        |
| Alto Magdalena                 | Tocaima                    | 5606   | 75,69 | 819       | 11,05     | 386       | 5,21      | 131   | 1,59  | 688         | 8,36        |
| Alto Magdalena                 | Total Alto Magdalena       | 50170  | 74,27 | 13645     | 11,12     | 7835      | 6,15      | 2122  | 1,25  | 6233        | 8,55        |
| Bajo Magdalena                 | Caparrapí                  | 5120   | 86,22 | 262       | 4,41      | 234       | 3,94      | 64    | 0,89  | 1124        | 15,77       |
| Bajo Magdalena                 | Guaduas                    | 8784   | 69,29 | 791       | 6,24      | 1023      | 8,22      | 289   | 1,95  | 1839        | 12,42       |
| Bajo Magdalena                 | Puerto Salgar              | 3983   | 67,15 | 394       | 6,64      | 684       | 11,53     | 314   | 4,30  | 1053        | 14,42       |
| Bajo Magdalena                 | Total Bajo Magdalena       | 17887  | 74,22 | 1447      | 5,76      | 1941      | 7,90      | 667   | 2,38  | 4016        | 14,20       |
| Gualivá                        | Albán                      | 2660   | 79.83 | 201       | 6.01      | 223       | 6.69      | 52    | 1.37  | 396         | 10.47       |
| Gualivá                        | La Peña                    | 3141   | 82.98 | 236       | 6.23      | 129       | 3.4       | 48    | 1.03  | 815         | 17.53       |
| Gualivá                        | La Vega                    | 5696   | 69.42 | 847       | 10.32     | 771       | 9.39      | 140   | 1.52  | 852         | 9.26        |
| Gualivá                        | Ninaima                    | 2090   | 85.44 | 106       | 4.33      | 81        | 3.31      | 21    | 0.76  | 275         | 10.02       |
| Gualivá                        | Nocaima                    | 2379   | 71.91 | 342       | 10.33     | 227       | 6.86      | 57    | 1.53  | 347         | 9.34        |
| Gualivá                        | Quebradanegra              | 2672   | 85.31 | 168       | 5.36      | 154       | 4.91      | 33    | 0.95  | 275         | 7.99        |
| Gualivá                        | San Francisco de Sales     | 4108   | 71.98 | 529       | 9.26      | 413       | 7.23      | 77    | 1.23  | 429         | 6.9         |
| Gualivá                        | Sasaima                    | 3986   | 73.47 | 565       | 10.41     | 372       | 6.85      | 88    | 1.44  | 592         | 9.69        |
| Gualivá                        | Supatá                     | 2091   | 72.22 | 300       | 10.36     | 203       | 7.01      | 31    | 0.96  | 295         | 9.15        |
| Gualivá                        | Útica                      | 2524   | 75.77 | 450       | 13.5      | 146       | 4.38      | 31    | 0.8   | 481         | 12.51       |
| Gualivá                        | Vergara                    | 3281   | 80.81 | 194       | 4.47      | 172       | 4.23      | 36    | 0.72  | 888         | 17.81       |
| Gualivá                        | Villeta                    | 10223  | 70.05 | 1666      | 11.41     | 1129      | 7.73      | 266   | 1.65  | 1213        | 7.54        |
| Gualivá                        | Total Gualivá              | 44851  | 76.6  | 5604      | 8.5       | 4020      | 6         | 880   | 1.16  | 6858        | 10.7        |
| Guavio                         | Gachetá                    | 3264   | 64,92 | 331       | 6,58      | 358       | 7,12      | 90    | 1,6   | 488         | 8,7         |
| Guavio                         | Gachalá                    | 2422   | 71,27 | 184       | 5,41      | 244       | 7,18      | 32    | 0,8   | 540         | 13,6        |
| Guavio                         | Gama                       | 1751   | 79,3  | 136       | 6,15      | 82        | 3,71      | 20    | 0,83  | 165         | 6,89        |
| Guavio                         | Guasca                     | 4220   | 57,56 | 700       | 9,54      | 1052      | 14,35     | 256   | 3,14  | 562         | 6,89        |
| Guavio                         | Guatavita                  | 3115   | 76,01 | 266       | 6,49      | 270       | 6,13      | 33    | 0,74  | 270         | 6,13        |
| Guavio                         | Junín                      | 2198   | 64,87 | 220       | 6,49      | 247       | 7,29      | 77    | 1,95  | 470         | 11,94       |
| Guavio                         | La Calera                  | 6916   | 50,34 | 1580      | 11,5      | 2406      | 17,51     | 302   | 2,03  | 825         | 5,54        |
| Guavio                         | Ubalá                      | 4192   | 77,18 | 228       | 4,19      | 290       | 5,33      | 60    | 0,97  | 684         | 11,07       |
| Guavio                         | Total Guavio               | 28078  | 67,68 | 3645      | 7,04      | 4949      | 8,58      | 870   | 1,51  | 4004        | 8,85        |
| Magdalena Centro               | Beltrán                    | 1510   | 87,18 | 52        | 3         | 65        | 3,75      | 11    | 0,58  | 132         | 7,04        |
| Magdalena Centro               | Bituima                    | 1450   | 78,59 | 57        | 3,08      | 61        | 3,3       | 14    | 0,7   | 125         | 6,3         |
| Magdalena Centro               | Chaguaní                   | 2312   | 82,04 | 232       | 8,23      | 57        | 2,02      | 23    | 0,75  | 201         | 6,6         |
| Magdalena Centro               | Guayabal de Siquima        | 2555   | 81,49 | 155       | 4,94      | 161       | 5,13      | 34    | 1,02  | 153         | 4,6         |
| Magdalena Centro               | Pulí                       | 1221   | 73,86 | 70        | 4,23      | 72        | 4,35      | 14    | 0,74  | 224         | 11,84       |
| Magdalena Centro               | San Juan de Rioseco        | 4962   | 84,64 | 224       | 3,82      | 228       | 3,88      | 68    | 1,07  | 394         | 6,23        |
| Magdalena Centro               | Vianí                      | 2185   | 79,8  | 213       | 7,77      | 97        | 3,54      | 22    | 0,73  | 240         | 8           |
| Magdalena Centro               | Total Magdalena Centro     | 16195  | 81,09 | 1003      | 5,01      | 741       | 3,71      | 186   | 0,8   | 1469        | 7,23        |
| Medina                         | Medina                     | 4056   | 85,87 | 268       | 5,67      | 101       | 2,13      | 21    | 0,41  | 275         | 5,47        |
| Medina                         | Paratebueno                | 4030   | 83,03 | 206       | 4,04      | 271       | 5,31      | 59    | 1,03  | 526         | 9,26        |
| Medina                         | Total Medina               | 8086   | 84,45 | 474       | 4,85      | 372       | 3,72      | 80    | 0,72  | 801         | 7,36        |
| Oriente                        | Cáqueza                    | 6298   | 76.78 | 402       | 4.45      | 656       | 7.27      | 220   | 2.2   | 718         | 7.2         |
| Oriente                        | Chipaque                   | 4823   | 79.37 | 205       | 3.37      | 441       | 7.25      | 100   | 1.5   | 455         | 6.86        |
| Oriente                        | Choachí                    | 6781   | 81.83 | 394       | 4.75      | 474       | 5.72      | 77    | 0.87  | 408         | 4.65        |
| Oriente                        | Fómeque                    | 4663   | 70.26 | 586       | 8.83      | 509       | 7.67      | 108   | 1.48  | 549         | 7.52        |
| Oriente                        | Fosca                      | 3060   | 79.09 | 277       | 7.15      | 246       | 6.35      | 25    | 0.57  | 490         | 11.17       |
| Oriente                        | Guayabetal                 | 2754   | 83.3  | 120       | 3.62      | 124       | 3.75      | 42    | 1.16  | 246         | 6.84        |
| Oriente                        | Gutiérrez                  | 1790   | 82.94 | 210       | 9.73      | 55        | 2.54      | 14    | 0.62  | 83          | 3.68        |
| Oriente                        | Quetame                    | 3670   | 82.84 | 112       | 2.52      | 231       | 5.21      | 66    | 1.39  | 241         | 5.08        |
| Oriente                        | Une                        | 4675   | 87.43 | 93        | 1.73      | 207       | 3.87      | 50    | 0.89  | 197         | 3.52        |
| Oriente                        | Total Oriente              | 38514  | 80.43 | 2399      | 5.13      | 2943      | 5.51      | 702   | 1.19  | 3387        | 6.28        |
| Rionegro                       | El Peñón                   | 2126   | 84,13 | 155       | 6,13      | 96        | 3,79      | 27    | 0,84  | 649         | 20,26       |
| Rionegro                       | La Palma                   | 3740   | 86,35 | 143       | 3,3       | 176       | 4,06      | 50    | 0,92  | 996         | 18,52       |
| Rionegro                       | Pacho                      | 9199   | 68,17 | 2067      | 15,31     | 805       | 5,96      | 180   | 1,22  | 1062        | 7,2         |
| Rionegro                       | Paime                      | 2971   | 86,16 | 87        | 2,52      | 105       | 3,04      | 15    | 0,4   | 253         | 6,8         |
| Rionegro                       | San Cayetano               | 2832   | 89,16 | 88        | 2,77      | 92        | 2,89      | 17    | 0,49  | 265         | 7,66        |
| Rionegro                       | Topaipí                    | 2665   | 90,83 | 66        | 2,24      | 64        | 2,18      | 15    | 0,45  | 332         | 10,11       |
| Rionegro                       | Villagómez                 | 1183   | 78,5  | 94        | 6,23      | 68        | 4,51      | 13    | 0,77  | 148         | 8,87        |
| Rionegro                       | Yacopí                     | 5624   | 90,09 | 124       | 1,98      | 115       | 1,84      | 83    | 1,13  | 988         | 13,51       |
| Rionegro                       | Total Rionegro             | 30340  | 84,17 | 2824      | 5,06      | 1521      | 3,53      | 400   | 0,78  | 4693        | 11,62       |
| Sabana Centro                  | Cajicá                     | 16185  | 46.02 | 6281      | 17.86     | 5679      | 16.14     | 1074  | 2.87  | 1074        | 2.87        |
| Sabana Centro                  | Chía                       | 27068  | 42.76 | 12289     | 19.41     | 12087     | 19.09     | 1631  | 2.42  | 2250        | 3.34        |
| Sabana Centro                  | Cogua                      | 6890   | 62.48 | 1060      | 9.61      | 1268      | 11.49     | 279   | 2.33  | 629         | 5.27        |
| Sabana Centro                  | Cota                       | 9869   | 53.76 | 2321      | 12.64     | 2616      | 14.25     | 348   | 1.79  | 726         | 3.73        |
| Sabana Centro                  | Nemocón                    | 4512   | 61.91 | 730       | 10.01     | 714       | 9.79      | 271   | 3.28  | 688         | 8.34        |
| Sabana Centro                  | Sopó                       | 5854   | 43.58 | 1280      | 9.53      | 1982      | 14.75     | 377   | 2.62  | 544         | 3.79        |
| Sabana Centro                  | Tabio                      | 4842   | 44.44 | 1658      | 15.21     | 2016      | 18.5      | 449   | 3.73  | 666         | 5.54        |
| Sabana Centro                  | Tenjo                      | 5014   | 43.7  | 2112      | 18.4      | 2209      | 19.25     | 458   | 3.61  | 734         | 5.79        |
| Sabana Centro                  | Tocancipá                  | 8409   | 34.54 | 4667      | 19.17     | 4700      | 19.3      | 1149  | 4.23  | 1646        | 6.06        |
| Sabana Centro                  | Zipaquirá                  | 23726  | 40.71 | 6919      | 11.87     | 10875     | 18.66     | 3247  | 5.06  | 2557        | 3.99        |
| Sabana Centro                  | Total Sabana Centro        | 112369 | 47.39 | 39317     | 14.37     | 44146     | 16.12     | 9283  | 3.19  | 11514       | 4.87        |
| Sabana Occidente               | Bojacá                     | 3459   | 67,94 | 275       | 5,4       | 504       | 9,89      | 208   | 3,75  | 238         | 4,29        |
| Sabana Occidente               | El Rosal                   | 5412   | 48,02 | 1129      | 10,01     | 2152      | 19,09     | 900   | 6,92  | 823         | 6,33        |
| Sabana Occidente               | Facatativá                 | 32971  | 56,98 | 5759      | 9,95      | 9170      | 15,84     | 4238  | 6,57  | 2401        | 3,72        |
| Sabana Occidente               | Funza                      | 31614  | 70,96 | 2484      | 5,57      | 4214      | 9,45      | 1348  | 2,88  | 778         | 1,66        |
| Sabana Occidente               | Madrid                     | 24498  | 53,94 | 4478      | 9,86      | 8504      | 18,72     | 2964  | 5,84  | 2292        | 4,52        |
| Sabana Occidente               | Mosquera                   | 29077  | 57,32 | 4777      | 9,41      | 7148      | 14,09     | 1695  | 3,14  | 1495        | 2,77        |
| Sabana Occidente               | Subachoque                 | 4051   | 51,7  | 1318      | 16,82     | 839       | 10,7      | 249   | 2,83  | 714         | 8,11        |
| Sabana Occidente               | Zipacón                    | 2017   | 72,16 | 179       | 6,4       | 191       | 6,83      | 58    | 1,87  | 234         | 7,58        |
| Sabana Occidente               | Total Sabana Occidente     | 133099 | 59,88 | 20399     | 9,18      | 32722     | 13,08     | 11660 | 4,23  | 8975        | 4,87        |
| Soacha                         | Sibaté                     | 10563  | 65,4  | 878       | 5,43      | 1999      | 12,37     | 618   | 3,47  | 993         | 5,59        |
| Soacha                         | Soacha                     | 49572  | 33,4  | 18324     | 12,34     | 32484     | 21,88     | 8593  | 5,09  | 11666       | 6,91        |
| Soacha                         | Total Soacha               | 60135  | 49,4  | 19202     | 8,89      | 34483     | 17,13     | 9211  | 4,28  | 12659       | 6,25        |
| Sumapaz                        | Arbeláez                   |        |       |           |           |           |           |       |       |             |             |
| Sumapaz                        | Cabrera                    |        |       |           |           |           |           |       |       |             |             |
| Sumapaz                        | Fusagasugá                 |        |       |           |           |           |           |       |       |             |             |
| Sumapaz                        | Granada                    |        |       |           |           |           |           |       |       |             |             |
| Sumapaz                        | Pandi                      |        |       |           |           |           |           |       |       |             |             |
| Sumapaz                        | Pasca                      |        |       |           |           |           |           |       |       |             |             |
| Sumapaz                        | San Bernardo               |        |       |           |           |           |           |       |       |             |             |
| Sumapaz                        | Silvania                   |        |       |           |           |           |           |       |       |             |             |
| Sumapaz                        | Tibacuy                    |        |       |           |           |           |           |       |       |             |             |
| Sumapaz                        | Total Sumapaz              |        |       |           |           |           |           |       |       |             |             |
| Tequendama                     | Anapoima                   |        |       |           |           |           |           |       |       |             |             |
| Tequendama                     | Anolaima                   |        |       |           |           |           |           |       |       |             |             |
| Tequendama                     | Apulo                      |        |       |           |           |           |           |       |       |             |             |
| Tequendama                     | Cachipay                   |        |       |           |           |           |           |       |       |             |             |
| Tequendama                     | El Colegio                 |        |       |           |           |           |           |       |       |             |             |
| Tequendama                     | La Mesa                    |        |       |           |           |           |           |       |       |             |             |
| Tequendama                     | Quipile                    |        |       |           |           |           |           |       |       |             |             |
| Tequendama                     | San Antonio del Tequendama |        |       |           |           |           |           |       |       |             |             |
| Tequendama                     | Tena                       |        |       |           |           |           |           |       |       |             |             |
| Tequendama                     | Viotá                      |        |       |           |           |           |           |       |       |             |             |
| Tequendama                     | Total Tequendama           |        |       |           |           |           |           |       |       |             |             |
| Ubaté                          | Carmen de Carupa           |        |       |           |           |           |           |       |       |             |             |
| Ubaté                          | Cucunubá                   |        |       |           |           |           |           |       |       |             |             |
| Ubaté                          | Fúquene                    |        |       |           |           |           |           |       |       |             |             |
| Ubaté                          | Guachetá                   |        |       |           |           |           |           |       |       |             |             |
| Ubaté                          | Lenguazaque                |        |       |           |           |           |           |       |       |             |             |
| Ubaté                          | Simijaca                   |        |       |           |           |           |           |       |       |             |             |
| Ubaté                          | Susa                       |        |       |           |           |           |           |       |       |             |             |
| Ubaté                          | Sutatausa                  |        |       |           |           |           |           |       |       |             |             |
| Ubaté                          | Tausa                      |        |       |           |           |           |           |       |       |             |             |
| Ubaté                          | Ubaté                      |        |       |           |           |           |           |       |       |             |             |
| Ubaté                          | Total Ubaté                |        |       |           |           |           |           |       |       |             |             |
| Cundinamarca                   | Total Cundinamarca         |        |       |           |           |           |           |       |       |             |             |
| Fuente: Registraduría Nacional |                            |        |       |           |           |           |           |       |       |             |             |